# Tadeusz Tański
Tadeusz Tański (Mosca, 11 marzo 1892 – Campo di concentramento di Auschwitz, 23 marzo 1941) è stato un ingegnere polacco, che dopo aver lavorato in Francia dal 1909 al 1919 specializzandosi nella progettazione di motori aeronautici, rientrò in Polonia. Realizzò la prima autoblindo di produzione nazionale, la Ford FT-B, e la prima automobile, la CWS T-1. Dopo la capitolazione della Polonia, nell'ottobre 1919, entrò subito nella resistenza polacca e fu arrestato nel corso della AB-Aktion del 1941, per essere successivamente assassinato.

## Biografia

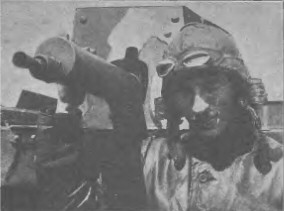
Tański davanti all'autoblindo Ford FT-B.

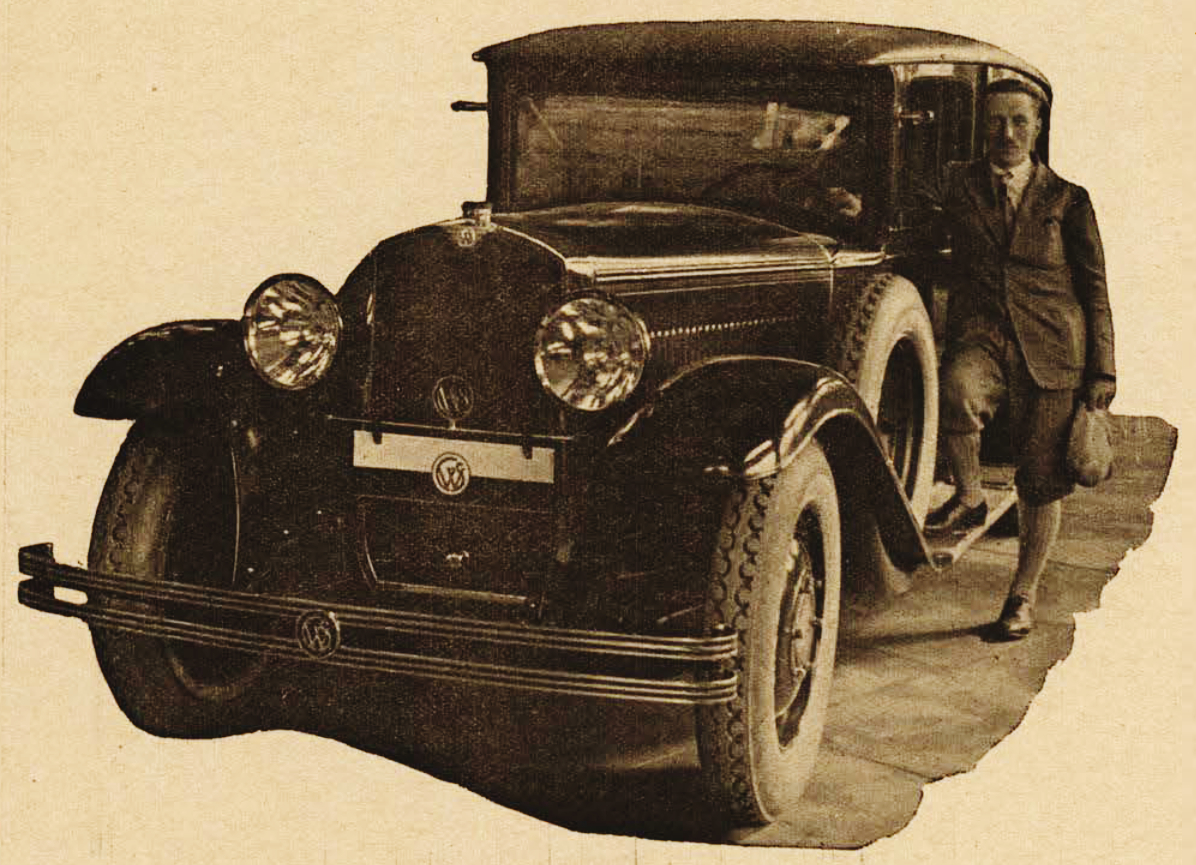
Tański con la sua auto CWS T-1.

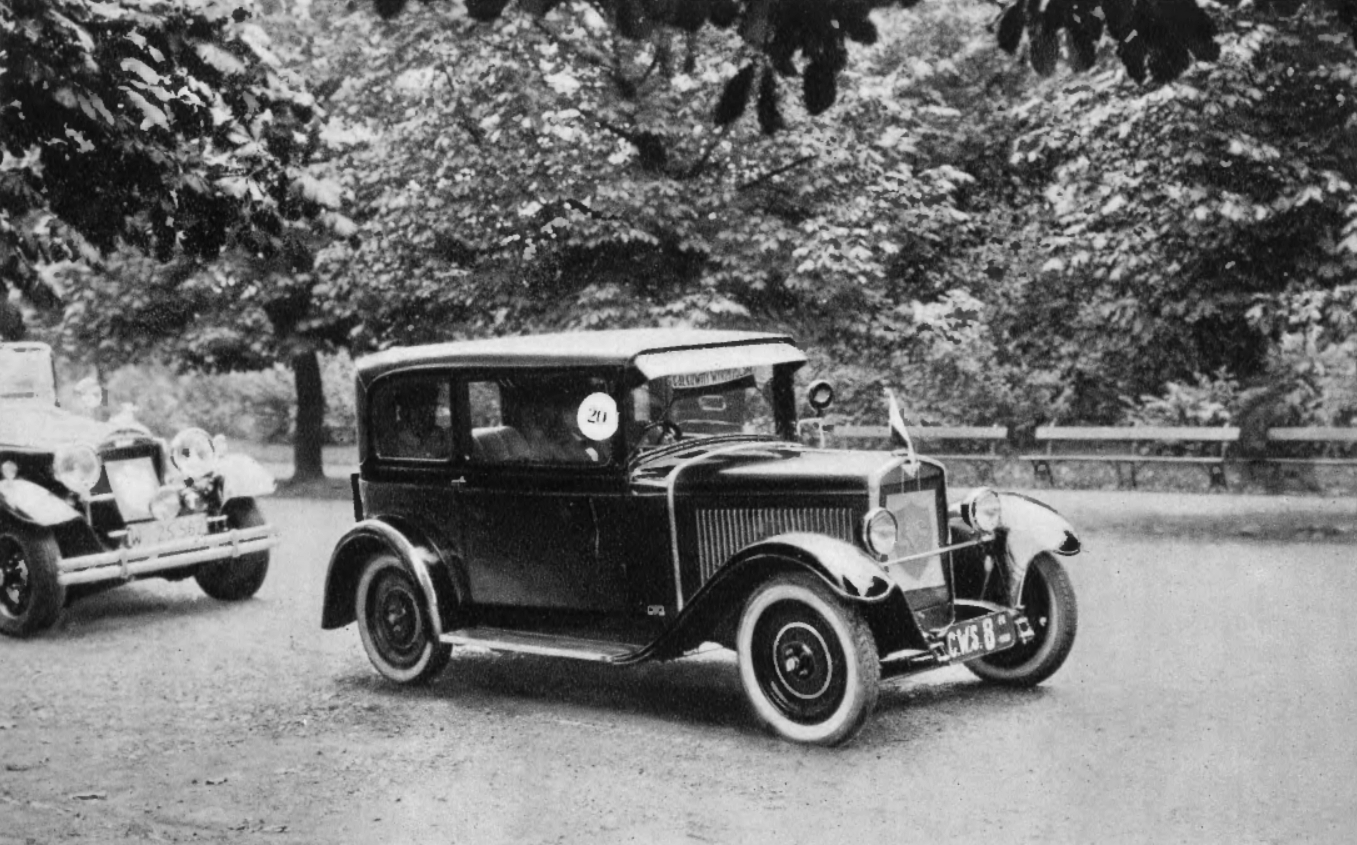
La CWS T-2.

Nacque a Mosca, Impero russo, l'11 marzo 1892,  figlio di Czesław Tański, pioniere dell'aviazione polacca e creatore del primo aliante nazionale, e di Marianna Jakubowska. Negli anni 1904-1905 fu attivo nel Partito Socialista Polacco. Si diplomò alla Scuola di commercio dell'Assemblea dei mercanti di Varsavia (1909). Prima dello scoppio della prima guerra mondiale, negli anni 1909-1913, studiò all'École supérieure d'électricité di Parigi, dove la sua ricerca includeva  la progettazione di motori per aerei. A Parigi fece parte del gruppo Unione di Lotta Attiva. Nel 1916 costruì il più grande motore a dodici cilindri del mondo con una potenza di 520 CV per idrovolanti e due anni dopo il motore radiale "Wir" per alimentare aerei leggeri. Nel 1919 ritornò in Polonia e iniziò a lavorare presso l'Ufficio centrale di approvvigionamento dell'esercito, in seguito nella Sezione automobilistica del Ministero degli Affari Militari (CWS).
Nel 1920 costruì la prima autoblindo polacca, la Ford FT-B, basata sul telaio della Ford Model T e costruita in una serie di 16 o 17 unità. Completò il progetto dell'autoblinda a cavallo tra maggio e giugno, costruì un prototipo nelle due settimane successive e dopo qualche giorno inviò al fronte i primi due veicoli. Queste autoblindo presero parte alla guerra polacco-sovietica. Dopo la fine della guerra, si trasferì presso l'azienda Stowarzyszenie Mechanicników Polskich z Ameryka a Pruszków per progettare camion e trattori d'artiglieria.
Dal 1922 lavorò presso la Centralne Warsztaty Samochodowe, dove fu assunto dal direttore dell'azienda, Kazimierz Meyer. Lì progettò le prime automobili di costruzione interamente polacca, ad esempio CWS T-1, T-4 (T-2) e altre, caratterizzati da design e soluzioni tecniche innovative. Costruì il motore a 4 cilindri, 3 litri di cilindrata e 61 CV di potenza per il suo modello T-1 in un anno e ne impiegò un altro per realizzare il resto del veicolo. Sia il motore che l'intera vettura potevano essere assemblati utilizzando una sola chiave inglese (solo una seconda chiave era necessaria per avvitare e svitare le candele). L'auto doveva essere testata in un rally attorno alla Polonia organizzato nel 1925.
I ritardi causati dal Ministero degli Affari Militari fecero sì che la vettura venisse approvata per la produzione solo nel 1928 e nel 1931 ne furono prodotte circa 800 unità, che furono acquistate principalmente dall'esercito e dall'amministrazione pubblica (la prima unità fu acquistata dal presidente della Repubblica di Polonia Ignacy Mościcki). 
La CWS T-1  in sé non fu sufficiente a conquistare il mercato automobilistico polacco. L'impianto CWS (rinominato Państwowe Zakłady Inżynierii nel 1928) non fu in grado di sviluppare una produzione su larga scala. L'auto, pur essendo molto funzionale e innovativa, era relativamente costosa, el progetto fu definitivamente bloccato dal crollo della borsa del 1929.
Cercando opportunità per lo sviluppo dell'industria e dell'industria automobilistica in Polonia, nel 1931 fu concluso un accordo con l'azienda italiana FIAT. Nel contratto di produzione su licenza, l'azienda di Torino accettava di produrre l'autovettura Fiat 508 a condizione che la PZI cessasse la produzione di autovetture nazionali. Così, nel 1931, uscirono dalla catena di montaggio gli ultimi 60 esemplari del CWS T-1.
Per vent'anni si guadagnò da vivere principalmente con contratti a breve termine e vincendo concorsi per lo sviluppo di strutture ingegneristiche. Ad esempio, partecipò a un concorso per un motore bicilindrico raffreddato ad aria con una cilindrata di 750 cm³ per azionare un generatore radio da campo. Alla competizione parteciparono numerose aziende automobilistiche provenienti da tutto il mondo, tra cui la Douglas. Progettò un motore con un solo tipo di viti e dadi completandolo 24 ore prima della scadenza per la presentazione. Il progetto vincente sarebbe stato quello che avrebbe funzionato più a lungo dal momento dell'accensione. Il motore Douglas si è fermato dopo 400 ore, il suo motore dopo 1.000 ore, essendo stato spento dal comitato di gara.
Per sua moglie sviluppò un dispositivo per lo sviluppo automatico delle fotografie, e per un suo amico migliorò un aeroplano, che in seguito imparò a pilotare lui stesso.
Dopo la sconfitta nella campagna di Polonia entrò nella resistenza. Il 3 luglio 1940 venne arrestato dai tedeschi nell'ambito dell'AB-Aktion e deportato nel Campo di concentramento di Auschwitz. Nel campo di concentramento i tedeschi gli offrirono di collaborare con loro, ma egli rifiutò categoricamente. Il 23 marzo 1941 fu assassinato.
Il 22 gennaio 1914 aveva sposato Maria Ślizień.

### Annotazioni
1. ↑  Il certificato di nascita riporta date di nascita contrastanti. Secondo il calendario giuliano la data inserita era il 26 febbraio, che nel 1892 corrispondeva al 9 marzo secondo il calendario gregoriano, ma nell'atto era indicata come 11 marzo.

### Fonti
1. 1 2 3 4 5 6 7 8 9 10 11 12 13 14 15 16 17 18 19 20 21 22 23 24 25 26 27 28 29  Klub Jagiellonski.
2. ↑  Akt urodzenia: Archiwum Państwowe w Lublinie, Akta stanu cywilnego Parafii Rzymskokatolickiej w Janowie, sygn. 94, nr aktu 39/1894 r.
3. 1 2 3 4 5  Encyklopedia.
4. 1 2 3 4 5  Wyborcza.
5. ↑  Sowa 2011, p. 69.
6. 1 2 3 4  Łoza 1939, p.312.